# Ike's Wee Wee
«Ike's Wee Wee», («El destino de Ike» en Hispanoamérica, «Ike's Wee Wee» en España, también conocido como «La circuncisión de Ike»), es el 17º episodio de South Park correspondiente al cuarto capítulo de la segunda temporada. Fue estrenado el 27 de mayo de 1998.

## Argumento
Kyle invita a sus amigos al Bris de su hermano Ike, pero ni el ni sus amigos saben lo que eso significa. Durante la clase, el Sr Mackey les habla a los niños sobre lo malo que son las drogas y para demostrarles, hace pasar por cada alumno, un papel con marihuana. Cuando lo piensa recoger, se da cuenta de que había desaparecido por lo que todos los niños pasan a ser revisados (sin saber que el que se agarró la marihuana fue el profesor Garrison). Como consecuencia, el Sr Mackey es despedido.
Mackey empieza a deambular por las calles de South Park y recibe burlas por parte de todos, así que mete a un bar y contradiciendo sus principios, empieza a beber licor. Como habían cambiado la cerradura de la puerta de su casa, duerme en la calle y un indigente le ofrece un cigarro con marihuana. Al día siguiente encuentra un grupo de hippies que le ofrecen LSD y pronto el Sr. Mackey se convierte en drogadicto y una hippie que se enamora de Mackey desabrocha su corbata dándole a Mackey una cabeza normal. La directora Victoria se entera de eso, así que con ayuda de Jimbo, Ned y Garrison llevan al Sr Mackey a un centro de rehabilitación donde se recupera aunque teniendo de nuevo su enorme cabeza.
Mientras tanto, Stan averigua sobre el Bris, y descubre que es una tradición judía donde se realiza la circuncisión. Sin embargo, debido a un malentendido, todos creen que a Ike le van a cortar su pene (bombero o pajarito como lo llama Cartman), por lo que Kyle trata de protegerlo de sus padres, así que lo embarca en un tren con destino a Nevada y utiliza un muñeco para reemplazarlo. Como el muñeco estaba lleno de huesos, un perro lo ataca y los padres de Kyle creen que Ike está muerto y lo sepultan. Ahí Kyle descubre que su hermano era canadiense y por lo tanto adoptivo, y luego les dice la verdad a sus padres. Así que viajan a Nevada y lo encuentran en un bar. Pero la relación entre hermanos no es como antes
Luego de mucho insistir, Ike le da un abrazo a Kyle diciéndole que lo quiere mucho. Entonces Kyle reacciona y trata de impedir que a su hermano lo circunciden. Pero el encargado de hacer el Bris, le dice a los chicos que no van cortarle el pene a Ike sino "recortarlo para que se vea más grande". Debido a ello, Ike es circuncidado finalmente y luego, Stan y Cartman deciden organizar sus respectivos Bris

## Muerte de Kenny
Mientras se retiraban del funeral del muñeco de Ike, Kenny cae en una tumba vacía y luego le cae una lápida encima. Después de eso le realizan su ceremonia correspondiente

## Curiosidades
- Al igual que en el capítulo anterior, el alfabeto que está en la firma de la pizarra dice: DiOsMiOhAnMaTaDoHaKeNnYbAsTaRdOsFqUtWgPfVzGuXcEbOzRqJ.
- El programa que ve el Sr Garrison en la televisión, es una parodia a los Teletubbies. La razón por la que ve este programa parece ser producto de la marihuana, ya que en el centro de rehabilitación, los hippies se quedan viendo la televisión que en ese momento emitía ese programa.
- Los canadienses son representados en la serie con las cabezas partidas. En el caso de Ike, debido a su cabeza es confundido como un bote de basura y cuando llega a Nevada lo utilizan como pie de mesa en un bar.